# TOMMY ♡ ICE CREAM HEAVEN ♡ FOREVER
『TOMMY ♡ ICE CREAM HEAVEN ♡ FOREVER』（トミー・アイスクリーム・ヘヴン・フォーエヴァー）は、the brilliant greenのボーカル・川瀬智子のソロプロジェクト、Tommy heavenly6の4thアルバムである。初回限定盤はロング・デジパック仕様、「♡Snowy Scream Parfait♡」ステッカー封入。

## 概要
川瀬智子デビュー15周年企画第3弾となる本作はTommy february6名義で発表した3rdアルバム『TOMMY CANDY SHOP ♡ SUGAR ♡ ME』の対となるアルバムである。
アルバムコンセプトは“寒さと闇”と“ゴシック＆ダークネス”であり、Tommy february6のアルバム『TOMMY CANDY SHOP ♡ SUGAR ♡ ME』ではフェブラリーがヘヴンリーにチェンジしていく様子が描かれていたが、今作では「ヘヴンリーがフェブラリーの世界を凍らせ自分の物だけにしたい」という願望を反映されており、アルバムアートワークも対比したデザインとなっている。
今回のヘヴンリーは乗り気ではなく川瀬曰く「ハロウィン来たからやるかー」ぐらいのテンションだと述べており、ヘヴンリーもいずれフェブラリーに乗っ取られる事を危惧し、自分を失いたくないため心を鬼して動き出したというストーリーになっている。また今回は川瀬自身のスランプや精神的迷いも反映されているという。
今作は2013年10月下旬のハロウィン前に発売予定であった。しかし『TOMMY CANDY SHOP ♡ SUGAR ♡ ME』を発表後、川瀬はフェブラリーとして新たな世界が見え、続編を制作したくなり精神的にダンス・ミュージックに向かっていたため、ヘヴンリーの世界観に向き合えなかったと述べている。このため、川瀬はスランプに陥り、2013年9月18日自身のTwitterアカウントにて今作の発売延期を発表した。

## 収録曲

### DISC 1
1. -Intro- CUPCAKE CASTLE 【Dark Sugar Storm】 – 0:36
インストゥルメンタル。今作に収録されているインストゥルメンタル曲は元々アルバム特典のDVD映像の繋ぎとして制作されたが、川瀬が曲として気に入ったのでアルバムの区切りなるところに収録されている。
2. I WANT YOUR BLOOD† – 3:35
アルバムリード曲。シングル「Heavy Starry Chain」の続編[4]。歌詞の内容は外の世界に出られないヘヴンリーが今の世界をいかに楽しむ様子を描いている。
3. LET ME SCREAM – 4:16
川瀬によると、アルバムに収録されているボーカルラインは元々英詞の発音確認用のラフテイクで歌詞中のモンスターの部分をふざけながら歌ったの物をそのまま使用されたという[5]。
4. LOVIN' YOU – 4:27
5. forever and anywhere – 4:12
歌詞はヘヴンリーが自分の哀しみを他人に知って欲しいと願う内容になっている[6]。
6. Can you hear me? – 4:40
7. -Intro- CUPCAKE CASTLE 【Sugar Snow】 – 0:35
8. Ruby eyes – 4:15
アルバム先行として配信限定で発売されたデジタルシングル。ドラマ『潔子爛漫〜きよこらんまん〜』の主題歌。ドラマの制作側からは「I'M YOUR DEVIL」のような曲にして貰いたいと依頼を受け[7]、歌詞は恋愛をテーマに依頼されたので恋愛をイメージできる歌詞にしたという[8]。
9. Ash Like Snow（English version） – 4:35
the brilliant greenとして2008年に発表したシングル「Ash Like Snow」のセルフカヴァー。歌詞は全て英詞にして収録。
10. MILK TEA – 3:16
歌詞はスランプで頭が回らない心境をそのまま書いたという[9]。
11. -Intro- Gelato Mountains Fight – 0:49
12. ICE CREAM HEAVEN FOREVER – 3:42

- Total Produce&Organized by Tomoko Kawase
- Performed by Tommy heavenly6
- Sound Produce,Arranged,Recorded & Mixid by Shunsaku Okuda
- All Music : Shunsaku Okuda
- Lyrics
  - Tommy heavenly6（02,04,06,08,10）
  - Tomoko Kawase,Jimi Aoma（09）
  - Jimi Aoma,Tommy heavenly6（03,05）
  - JJ,Tommyheavenly6（12）

### DISC 2
プロモーションビデオを収録したDVD。初回限定盤にのみ付属している。
1. -Intro- CUPCAKE CASTLE【Dark Sugar Storm】
2. Ruby eyes
3. -Intro- Gelato Mountains Fight
4. -Intro- CUPCAKE CASTLE【Sugar Snow】
5. Can you hear me?